# Comité de coordination des œuvres mutualistes et coopératives de l'Éducation nationale
 (octobre 2019).
Le Comité de coordination des œuvres mutualistes et coopératives de l'Éducation nationale (CCOMCEN) est un groupement d'intérêt économique (GIE) regroupant des associations, des coopératives et des mutuelles du domaine de l'Éducation nationale. Le 8 décembre 2010, les organisations membres du CCOMCEN ont dissous le GIE pour donner naissance à une nouvelle association dénommée L'Économie sociale partenaire de l'école de la république (L'ESPER). 
Le CCOMCEN avait été créé en 1972 sur l'initiative de Denis Forestier, président de la MGEN et ancien secrétaire général du Syndicat national des instituteurs (FEN). 

Les organisations membres ont en commun les valeurs de laïcité, de solidarité, de militantisme, de citoyenneté et d'éducation.
Ses membres sont :
- Action et documentation santé pour l'éducation nationale (ADOSEN)
- Association de la fondation étudiante pour la ville (actions de solidarité dans les quartiers défavorisés)
- Association laïque pour l'éducation, la formation, la prévention et l'autonomie (ALEFPA)
- Association nationale pour les transports éducatifs de l'enseignement public (ANATEEP)
- Association nationale des communautés éducatives
- Association pour adultes et jeunes handicapés
- Arts et Vie (voyages)
- Association pour la sauvegarde des enfants invalides
- Coopérative Athénée (logement des plus démunis)
- CAMIF (coopérative d'achat)
- CASDEN Banque populaire
- Centre d'entraînement aux méthodes d'éducation active (CEMEA)
- Coopérative d'impression et d'édition des personnels de l'enseignement public
- Éclaireuses éclaireurs de France (scoutisme laïque)
- Entraide universitaire
- Fédération des associations pour l'assurance des élèves des établissements d'enseignement public (FAEP)
- Fédération des autonomes de solidarité - Union solidariste universitaire
- Fédération des conseils de parents d'élèves (FCPE)
- Fédération des Délégués départementaux de l'éducation nationale (DDEN)
- Fédération nationale des centres musicaux ruraux
- Fédération des œuvres éducatives et de vacances de l'éducation nationale (FOEVEN)
- Fédération nationale des Francas (loisirs pour jeunes)
- Groupement des campeurs universitaires
- Institut coopératif École moderne - Pédagogie Freinet
- La Jeunesse au plein air (vacances et loisirs pour les jeunes)
- Les Fauvettes (vacances)
- La mutuelle des étudiants (LMDE) (qui a pris le relais de la MNEF, Mutuelle nationale des étudiants de France)
- Mutuelle assurance de l'éducation (MAE)
- Mutuelle d'assurance des instituteurs de France (MAIF) (assurance)
- Mutuelle générale de l'Éducation nationale (MGEN)
- Maison des universitaires
- MOCEN (mutuelle de santé)
- Mission laïque française
- Pupilles de l'enseignement public (PEP)
- Office central de la coopération à l'école
- Société coopérative d'impression et d'édition
- Prévention MAIF (Une éducation à la sécurité)
- Syndicat des enseignants-UNSA (initialement dans sa dénomination de Syndicat national des instituteurs)
- Société universitaire d'édition et de librairie (Sudel, Maison d'édition du Syndicat des enseignants)
- Union française de la jeunesse
- Union des librairies coopératives
- Union des mutuelles accidents élèves
- UNSA éducation (initialement dans sa dénomination de Fédération de l'Éducation nationale)

Les présidents successifs du CCOMCEN, de 1971 à 2010, ont été successivement : Denis Forestier, James Marangé, Guy Georges, Pierre Chevalier, Michel Gevrey, Jean Gasol, Jean-Michel Laxalt et Roland Berthilier. Le CCOMCEN a été dissout en 2010 pour devenir une association loi de 1901 nommée l'ESPER, l'Économie sociale partenaire de l'École de la République.